# 리가 역사 지구

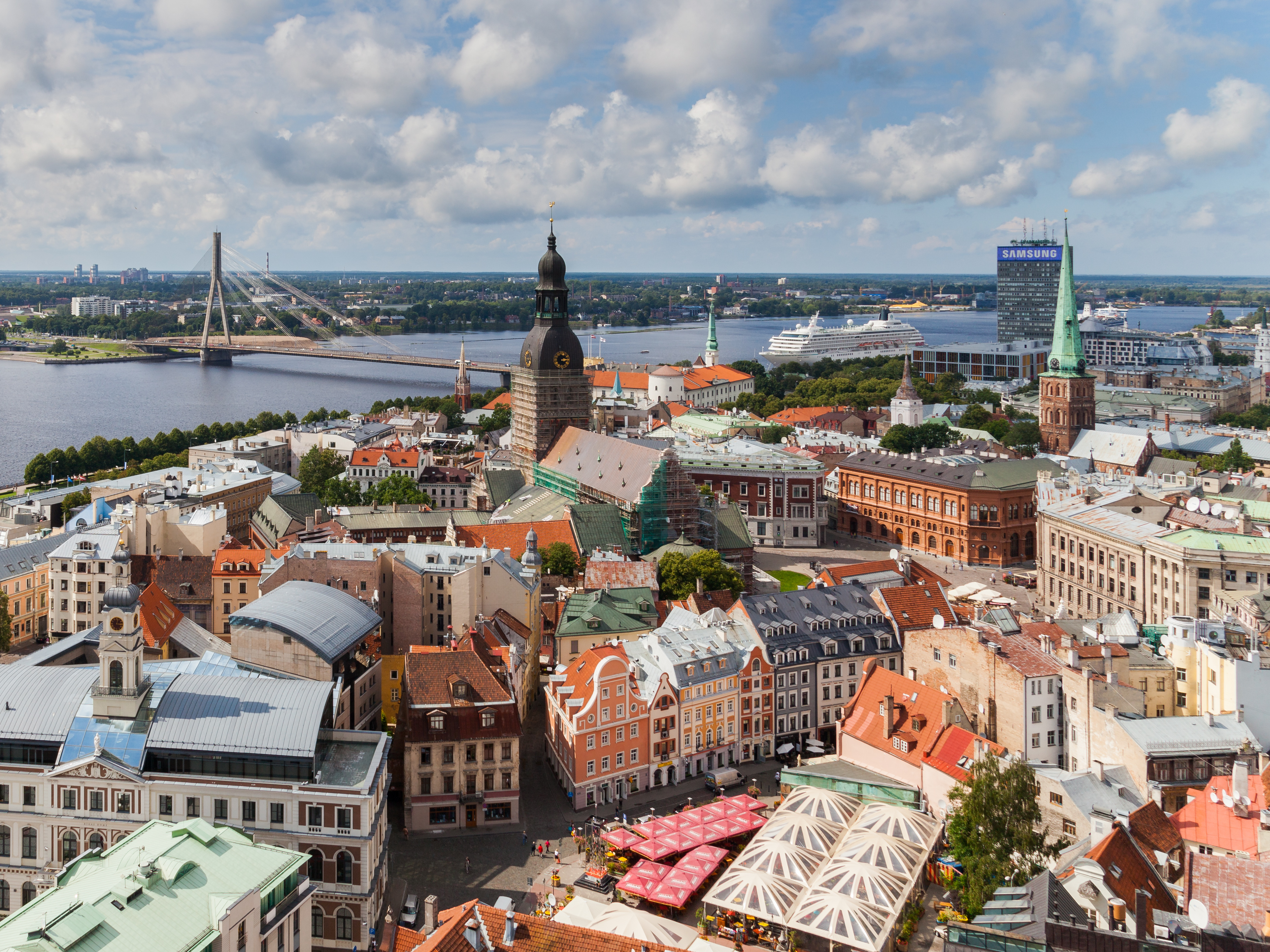
리가 역사 지구

리가 역사 지구(라트비아어: Vecrīga)는 라트비아 리가의 구시가지 지역이다. 1990년대 초, 리가 역사 지구의 거리는 교통이 통제되었고, 이 지역 주민과 지역 배달 차량만이 특별 허가를 받아 리가 역사 지구의 경계 내로 들어갈 수 있었다. 리가 역사 지구는 유네스코 세계유산에 등재되었으며, 여기에는 주변 센트르스 지구의 대부분도 포함된다.